# هاوایین گادرنز
هاوایین گادرنز (به انگلیسی: Hawaiian Gardens) شهری در شهرستان لس‌آنجلس، کالیفرنیا ایالت کالیفرنیا است که در سرشماری سال ۲۰۱۰ میلادی، ۱۴۲۵۴ نفر جمعیت داشته است.